# Малая Виска
Ма́лая Ви́ска (укр. Мала́ Ви́ска) — город, центр Маловисковской городской общины Новоукраинского района Кировоградской области Украины.

## География
Город расположен в долине реки Малая Высь и частично на холме.
Расстояние до областного центра составляет около 60 км.

## История
По преданию, на месте современной Малой Виски существовал хутор казака Никодима.
Официальная история Малой Виски начинает свой отсчёт с 1752 года, когда, по данным местного краеведа Григория Перебийноса, к берегам реки Малой Выси прибыла первая группа молдавских переселенцев, которые основали здесь постоянное поселение. До этого момента вдоль Выси периодически появлялись и исчезали скифские лагеря, палатки русичей, а позже — и казацкие зимовники. Однако никто здесь долго не задерживался, и именно этим историки объясняют практически полное отсутствие археологических свидетельств. Поэтому именно молдаване считаются первыми жителями, а один из районов Малой Виски имеет местное название Бессарабия.
Более 8 тысяч десятин земли, примыкавшие к вновь образованному поселению, а также 918 крестьян Екатерина II подарила князю Кудашеву. Он назвал поселение своим именем — Кудашево, построил здесь экономию, церковь и имение.
В середине XIX века имение у Кудашева купил дворянин Улашин, который и дал городку современное название — Малая Виска.
В 1863 году в Малой Виске насчитывалось уже 376 дворов. Спустя полвека численность населения возросла до четырёх тысяч человек.
В 1896 году в местечке Маловисковской волости Елизаветградского уезда Херсонской губернии, проживало около 3 тыс. человек, насчитывалось 500 дворовых хозяйств, действовали еврейский молитвенный дом, десять торговых лавок, винокуренный завод и кирпичный завод.
В 1915 году были построены железная дорога и железнодорожная станция. В это время введёны в строй сахарный и спиртовой заводы, мельница, маслобойня, больница и школы.

### 1918—1991
В ноябре 1917 года в Малую Виску пришла весть об Октябрьской революции. В январе 1918 года здесь была установлена советская власть.
В 1922 году многие жители получили земельные наделы и участки под усадьбы (по 1 десятине). Были застроены новые территории вдоль Выси, от откормочного хозяйства до Люцого леса. В эти годы быстро окрепли индивидуальные хозяйства.
3 февраля 1935 года началось издание районной газеты.
25 октября 1938 года Малая Виска получила статус посёлка городского типа.
В ходе Великой Отечественной войны 1 августа 1941 года посёлок городского типа Малая Виска был оккупирован немецкими войсками. До передислокации в Кривой Рог здесь находилась абвергруппа-103. Систематически происходили аресты и расстрелы. Так, в Люцом лесу была расстреляна группа евреев. Более 200 человек насильно отправили в нацистская Германия.
В Малой Виске создавались подпольные группы, партизанские отряды. Более двух тысяч жителей посёлка были призваны в действующую армию; 673 из них погибли в боях, умерли от ран, были замучены в лагерях для военнопленных.
Жестокие бои на улицах Малой Виски разворачивались с 7 по 10 января 1944 года, когда боевые подразделения 8-го механизированного корпуса (командир — полковник М. Кричман) в составе 116-й танковой, 66-й, 67-й и 68-й механизированной бригады, 83-го танкового полка (командиры — полковники Е. Юревич, М. Лазарев, К. Яндерсон, В. Мироненко и Г. Кушнир) ворвались в расположение немецких войск, уничтожили вражеский аэродром и много боевой техники. За мужество и героизм, проявленные в этих боях старшему лейтенанту И. Ф. Зыбину, младшему лейтенанту В. И. Акимову было присвоено звание Героя Советского Союза, сержант С. К. Черников награждён Орденом Красная Звезда .
13 марта 1944 года части 214-й стрелковой дивизии (командир — генерал Г. Жуков) 780-го стрелкового полка (командир — полковник С. Юдин) освободили Малую Виску от оккупации. Во время обороны и в тяжёлых боях погибли 76 солдат и офицеров Красной Армии, которые были похоронены в братской могиле в центре посёлка.
Немецкая оккупация нанесла огромный ущерб. В руинах находились железнодорожная станция, спиртзавод, клуб, магазины, школа и сотни домов.
Началась послевоенное восстановление посёлка. Уже в октябре 1944 года сахарный завод дал первый сахар. Вскоре станция Виска вновь приняла поезда. После войны были построены завод сухого молока, ТЭЦ, комбикормовый завод, станция техобслуживания автомашин, железнодорожный вокзал, дом культуры на 800 мест, кинотеатр, шесть школ и шесть детских садов, комплекс помещений системы здравоохранения — больницу на 240 коек, поликлинику, аптеку и станцию переливания крови.
С 1957 года Малая Виска является городом.
В 1973 году численность населения составляла 13,4 тыс. человек, крупнейшими предприятиями являлись сахарный завод, спиртовой завод и завод сухого молока.
В 1986 году был введён в действие учебный городок СПТУ № 16, вырос жилой фонд города — было завершёно строительство микрорайона «Высь», возведено более десяти многоэтажных домов. Появились новые улицы, приняла вид центральной улица Октябрьская.
В январе 1989 года численность населения составляла 14 645 человек, основой экономики в это время являлись предприятия пищевой промышленности (сахарный комбинат, завод сухого молока и др.).

### После 1991
В мае 1995 года Кабинет министров Украины утвердил решение о приватизации находившихся в городе АТП-13543, завода сухого молока, сахарного завода, райсельхозтехники и райсельхозхимии.
В 2020 году Маловисковский район был упразднён, а город стал центром Маловисковской городской общины Новоукраинского района

## Население
По состоянию на 1 января 2013 года численность населения составляла 11 141 человек.

### Языковой состав
По данным переписи 2001 года 96,67 % населения города указали украинский язык родным, 2,88 % — русский, 0,45 % — другие языки.

## Городские районы
- Городок — северная часть города, расположена на холме и отделёна от центра рекой Малая Высь.
- Микрорайон «Высь» — жилой массив многоэтажной застройки 1980-х годов в районе улицы Шевченко.
- Бессарабия — народное название местности, где в XVIII веке поселились переселенцы-молдаване.

## Инфраструктура

### Экономика

#### Сельское хозяйство
В Малой Виске действуют четыре сельскохозяйственных предприятия: СООО «Маяк», ЧСП «Звёздное», СООО «Птицевод» и КФХ «Степное»

#### Промышленность
Основной отраслью является пищевая промышленность. Среди главных предприятий города:
- Маловисковский молочный комбинат
- Хлебокомбинат райпотребсоюза (Новомиргородское шоссе, 3)
- ЧП «Хлебный дар» (ул. Велигина, 141)
- Предприятие «Пищевик» (ул. Киевская, 2)

#### Торговля
В городе активно развивается частное предпринимательство, работают городской рынок, несколько продуктовых супермаркетов и несколько десятков специализированных магазинов.

### Транспорт
Железнодорожная станция Виска на линии Одесса — Бахмач обслуживает пассажиров дальнего и пригородного сообщения, а также выполняет грузовые операции.
Через Малую Виску проходит межобластная автомобильная дорога Т 2401 (Городище — Устиновка). Неподалёку от города проходит международная автотрасса E 50, что делает удобным транспортное сообщение с Кропивницким, Уманью и другими важными населёнными пунктами.
В Малой Виске действует АТП-13543 (ул. 40 лет Октября, 85) и автобусная станция. Маловисковская автостанция (пер. Авиационный, 6) осуществляет автобусное сообщение с Киевом, Кривым Рогом, Кропивницким, Светловодском, а также с сёлами.
В городе работают такси многочисленных частных перевозчиков.

### Жилье
В Малой Виске преобладает частная застройка, общее количество дворов — 4 494. Из 37 городских многоквартирных домов около трети расположены на микрорайоне Высь. Общее количество квартир в Малой Виске — 874.

### Образование
В Малой Виске функционируют три общеобразовательные школы и гимназия, школа-интернат I—II ступеней, центр детского и юношеского творчества и два детсада.
Среднее специальное образование предоставляет ПТУ № 16 (ул. Шевченко, 56/1), в котором обучается 295 учеников. Здесь они получают профессии слесаря по ремонту автомобилей и сельскохозяйственных машин, электрогазосварщика, электрослесаря, электросварщика, каменщика, штукатура, парикмахера, модельера, повара-кондитера, швеи и оператора компьютерного набора.

### Медицина
Медицинское обеспечение населения города и района предоставляет центральная районная больница на 210 коек с поликлиникой.

## Культура
В Малой Виске находится Дом культуры, музей истории Маловисковского района, районная библиотека имени Леси Украинки и школа искусств.
В современном городе установлены памятники и мемориальные доски.

## СМИ
В городе издаётся районная газета «Маловисковские вести» (адрес редакции — ул. Шевченко, 62).

## Религия
В Малой Виске находится три православные церкви, расположенные в приспособленных помещениях.

## Спорт
На городском стадионе Колос тренируется футбольный клуб «Высь», выступающий во второй группе Чемпионата области по футболу.

## Известные уроженцы и жители
- Бровченко, Владимир Яковлевич (1931—2013) — украинский поэт.
- Балан Иван Дмитриевич — советский футболист (вратарь).
- Кирпатовский Игорь Дмитриевич — советский и российский хирург, член-корреспондент РАМН.
- Лупалов, Вячеслав Иванович (род. 1946) — оперный певец. Народный артист Украины.
- Оссовский, Пётр Павлович (1925—2015) — советский и российский живописец, академик РАХ (1995), Народный художник СССР (1988).
- Сухомлин Иван Моисеевич — советский лётчик-испытатель, полковник авиации. Герой Советского Союза (1971), заслуженный лётчик-испытатель СССР (1960), заслуженный мастер спорта СССР (1960).
- Соколовская, Жанна Павловна (1932—2012) — советский и украинский учёный, лингвист, исследовательница лексической семантики. Доктор филологических наук, профессор.